# Hilario Ascasubi
Hilario Ascasubi est une localité argentine située dans le partido de Villarino, province de Buenos Aires.

## Histoire
Hilario Ascasubi a été fondé le 1er septembre 1912. En 2012, la ville a célébré son 100e anniversaire.